# Kurek Mazurski (1849–1851)
Kurek Mazurski (niem. Der Masurische Hahn) – dwujęzyczne pismo ludowe ze Szczytna wydawane na Mazurach z inicjatywy Ligi Polskiej po polsku i po niemiecku w latach 1849–1851.

## Historia
Pismo od 1849 roku wraz z pismem „Prawdziwy Ewangelik Polski” wydawał Antoni Alojzy Gąsiorowski, który otworzył drukarnię w Piszu.